# Paul O'Neill
Pour le joueur de baseball, voir Paul O'Neill (baseball).
Pour les articles homonymes, voir O'Neill.
Paul Henry O'Neill (né le 4 décembre 1935 à Saint-Louis (Missouri) et mort le 18 avril 2020 à Pittsburgh (Pennsylvanie)) est un homme politique américain. 
Membre du Parti républicain, il est secrétaire au Trésor entre 2001 et 2002 dans l'administration du président George W. Bush.

## Biographie
Il occupe différentes fonctions de haut rang au bureau du budget sous la présidence de Richard Nixon et Gerald Ford. Il quitte l’administration lors de l’arrivée au pouvoir du démocrate Jimmy Carter pour faire carrière dans les affaires. D’abord PDG de la multinationale International Paper, il prend ensuite la tête du numéro un mondial de l’aluminium, Alcoa. 
Secrétaire au Trésor entre 2001 et 2002, il plaide en faveur du libéralisme économique et s'oppose à l'aide au développement en faveur des pays pauvres, estimant que les sommes investies sont du « gâchis ». Il démissionne le 31 décembre 2002, à la suite des différentes pression de l'administration Bush et aux différences de vues concernant notamment la politique économique à mener. Il estime que « George W. Bush était comme un aveugle entouré de sourds ». 
En janvier 2004, il revient sur le devant de la scène à la suite de la parution du livre The Price of Loyalty (en français Le prix de la loyauté), très critique sur la politique et les comportements de l'administration Bush.